# سول‌کالیبر: سرنوشت شکسته
سول‌کالیبر: سرنوشت شکسته (به انگلیسی: Soulcalibur: Broken Destiny) یک بازی ویدئویی به سبک مبارزه‌ای بر پایه سلاح در سری بازی‌های مبارزه‌ای سول‌کالیبر است که توسط پراجکت سول ساخته شده و در سال ۲۰۰۹ برای کنسول دستی پلی‌استیشن همراه (پی‌اس‌پی) منتشر شده‌است. این نسخه بسیاری از خصوصیات سول‌کالیبر ۴ را دارا می‌باشد. دو شخصیت جدید به بازی اضافه شده‌اند که شامل شخصیت مهمان این نسخه یعنی کریتوس از سری بازی خدای جنگ و دامپیئر، یک آرتیست جوان با نام‌های بسیار می‌باشند.

## شخصیت‌ها
این بازی شامل ۲۸ شخصیت قابل انتخاب می‌باشد و تمام شخصیت‌های نسخه چهارم به غیر از شخصیت‌های مهمان از سری فیلم‌های جنگ ستارگان (دارث ویدر و یودا) در این بازی نیز حضور دارند. در نمایشگاه رسانه و تجارت ای۳ سال ۲۰۰۹، نامکو باندای اعلام کرد دو شخصیت جدید شامل کریتوس از مجموعه بازی خدای جنگ و یک شخصیت جدید به نام دامپیئر را جایگزین آن‌ها کرد.